# Ada Yonath

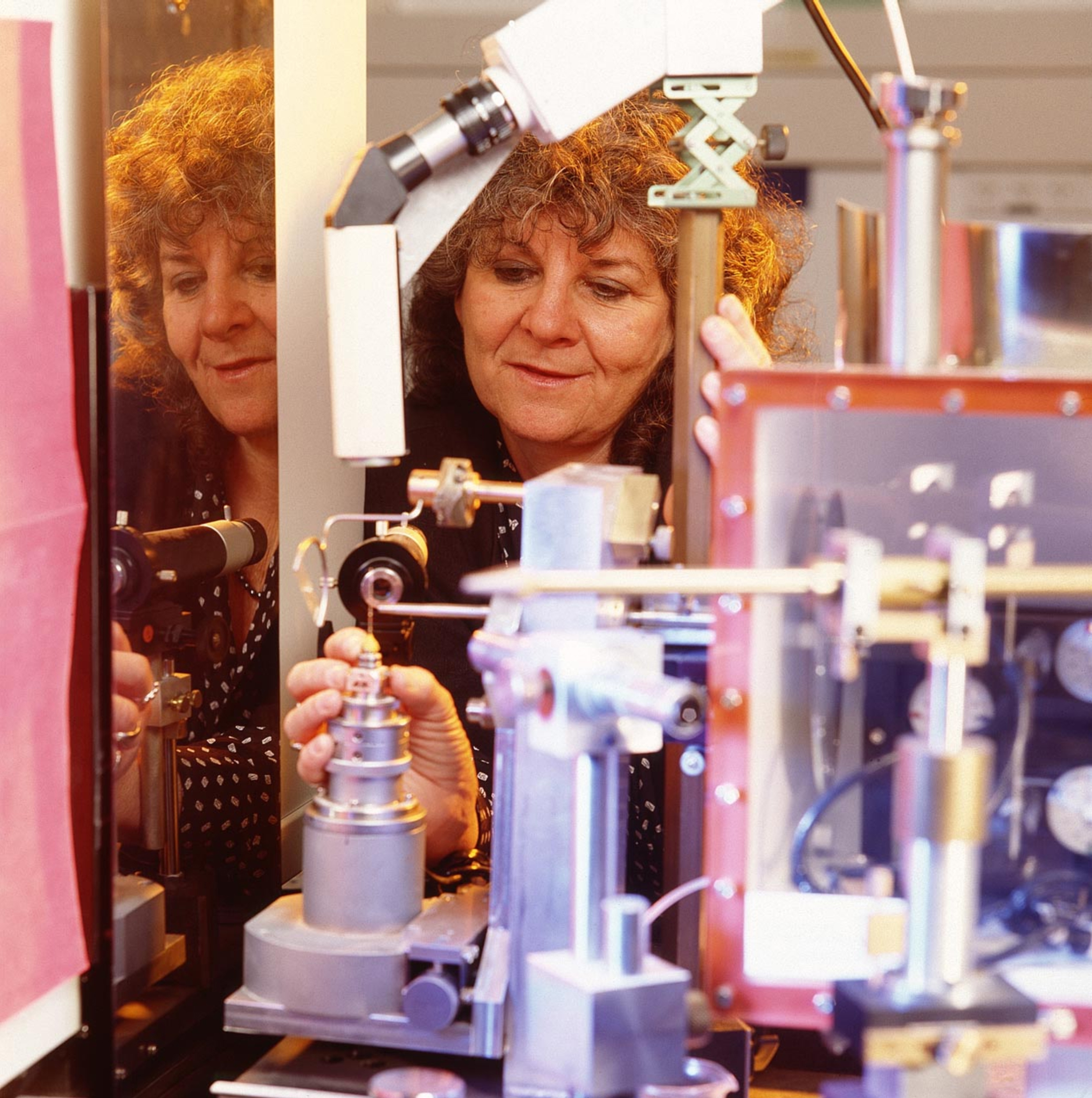
Ada E. Yonath.

Ada E. Yonath, född Lifshitz 22 juni 1939 i Jerusalem, är en israelisk kemist och kristallograf. År 2009 tilldelades Yonath Nobelpriset i kemi.

## Karriär
Yonath avlade mastergradsexamen i biokemi vid Hebrew University of Jerusalem. 1968 disputerade hon i röntgenkristallografi vid Weizmann Institute of Science. 1969 var Yonath verksam vid Carnegie Mellon University. Hon kom till MIT 1970. Samma år grundade hon ett kristallografilaboratorium i Israel. Åren 1979 till 1984 ledde Yonath, tillsammans med Heinz-Günter Wittmann en forskargrupp vid Max Planckinstitutet i Berlin. Hon innehade en gästprofessur vid University of Chicago åren 1977–1978. Mellan 1986 och 2004 anförde hon en forskargrupp vid Max Planckinstitutet vid DESY i Hamburg. Yonath utnämndes senare till professor i strukturell biologi och direktör för Helen & Milton A. Kimmelman Center vid Weizmann Institute of Science, i staden Rehovot i Israel.

## Yonaths forskning på ribosomer
Ada Yonath är känd för pionjärinsatser kring ribosomens struktur. Ribosomer är molekyler som finns i alla levande celler. De har i uppgift att foga ihop proteiner som allt levande är uppbyggt av. Hur det sker, bestäms av informationen inuti kromosomernas DNA. Kunskap om vilka atomer som ingår i ribosomerna samt insikt i hur molekylerna är sammansatta, gör det möjligt att framställa läkemedel vilka kan hindra ribosomernas funktion. Yonath har inriktat sig på röntgenkristallografi, en teknik varigenom ribosomerna kartläggs med hjälp av röntgenstrålar och kristaller. Genom att separera ribosomerna ur bakterier och rena dem i saltlösning och låta dem torka, framträdde ribosomerna i kristalliserad form. Genom att därefter exponera kristallen för röntgenstrålning, blev det möjligt att iaktta hur strålarna sköt i olika riktning. Genom att kartlägga strålarnas mönster, kunde Yonath 1980 första gången visa hur ribosomen var sammansatt ända ned ned till atomnivå. 2009 tilldelades hon Nobelpriset i kemi för dessa insatser, delat med Venkatraman Ramakrishnan och Thomas A. Steitz.
Yonath är verksam vid Weizmanninstitutet.
Yonath delade Wolfpriset i kemi för 2006/2007 med George Feher.